# 2016年中華民國鄉鎮市長補選
2016年中華民國鄉鎮市長補選，依投票日先後次序排列，包括：
- 4月 9日 三地門鄉鄉長補選 [1]
- 5月28日 里港鄉鄉長補選 [2]
- 7月23日 田尾鄉鄉長補選 [3]
- 8月 6日 仁愛鄉鄉長補選 [4]
- 8月27日 花蓮市市長補選 [5]
- 8月27日 萬榮鄉鄉長補選 [5]
- 9月11日 口湖鄉鄉長補選 [6]

## 三地門鄉鄉長補選
無黨籍三地門鄉長許阿桃涉嫌透過樁腳以每票1000元的賄款，向多位選民買票，屏東地檢署提出當選無效之訴，2016年1月26日高雄高分院宣判許阿桃當選無效，全案定讞，許阿桃遭解職 ，2016年4月9日進行補選。

### 選舉結果
- 選舉人數：6,048
- 投票數(投票率)：3,804(62.90%)
- 有效票(比率)：3,780
- 無效票(比率): 24

| 號次 | 候選人              | 政黨   | 得票數 | 得票率 | 結果 |
| ---- | ------------------- | ------ | ------ | ------ | ---- |
| 1    | 包水生              | 無黨籍 | 291    | 7.65%  |      |
| 2    | 車牧勒薩以.拉勒格安 | 無黨籍 | 1,239  | 32.57% |      |
| 3    | 歸曉惠              | 無黨籍 | 1,419  | 37.30% |      |
| 4    | 潘勝富              | 無黨籍 | 831    | 21.85% |      |

## 里港鄉鄉長補選
無黨籍里港鄉長張有權2014年底選舉期間涉嫌透過樁腳以每票500元至1500元不等價碼向選民買票，被檢方提起當選無效之訴，2016年3月1日二審判決當選無效，全案定讞，張有權被解職，2016年5月28日補選。

### 選舉結果
- 選舉人數：21,658
- 投票數(投票率)：13,337(61.58%)
- 有效票(比率)：13,168
- 無效票(比率): 169

| 號次 | 候選人 | 政黨       | 得票數 | 得票率 | 結果 |
| ---- | ------ | ---------- | ------ | ------ | ---- |
| 1    | 林秀琴 | 無黨籍     | 7,136  | 54.31% |      |
| 2    | 許國華 | 民主進步黨 | 6,032  | 45.8%  |      |

## 田尾鄉鄉長補選
國民黨籍彰化縣田尾鄉鄉長林文華2014年競選時，涉嫌交付3萬、2萬7千元、1萬元給3名樁腳，樁腳再付給每名鄰長3千元，要求鄰長帶路拜票，遭彰化檢方提起公訴，併提民事當選無效之訴。民事的部分，2015年11月10日一審被判當選無效。刑事部分，2016年2月2日賄賂罪ㄧ審判處4年6個月，褫奪公權4年，林文華遭解職。2016年5月高等法院判決當選無效定讞，7月23日進行補選。

### 選舉結果
- 選舉人數：22,121
- 投票數(投票率)：10,742(48.56%)
- 有效票(比率)：10,617(98.84%)
- 無效票(比率): 125(1.16%)

| 號次 | 候選人 | 政黨       | 得票數 | 得票率 | 結果 |
| ---- | ------ | ---------- | ------ | ------ | ---- |
| 1    | 李武雄 | 無黨籍     | 530    | 5.00%  |      |
| 2    | 楊舒帆 | 無黨籍     | 890    | 8.38%  |      |
| 3    | 陳孟杰 | 民主進步黨 | 1,950  | 18.37% |      |
| 4    | 黃坤煌 | 無黨籍     | 1,944  | 18.31% |      |
| 5    | 陳君栓 | 中國國民黨 | 3,135  | 29.53% |      |
| 6    | 劉美蘭 | 無黨籍     | 1,834  | 17.27% |      |
| 7    | 劉金全 | 無黨籍     | 334    | 3.15%  |      |

## 仁愛鄉鄉長補選
無黨籍仁愛鄉鄉長孔文博涉嫌在2015年鄉長選舉時，透過高姓男子於發採茶工3500元予7人外，另再給3500元由7人均分，囑投票支持孔文博，另亦透過白姓男子給付1000元結選民，被國民黨籍的對手江子信提起當選無效之訴，2016年5月31日二審判決當選無效確定，孔文博遭解職，8月6日進行補選

### 選舉結果
| 號次 | 候選人 | 政黨   | 得票數 | 得票率 | 結果 |
| ---- | ------ | ------ | ------ | ------ | ---- |
| 1    | 吳文忠 | 無黨籍 | 3,106  | 44.91% |      |
| 2    | 江子信 | 無黨籍 | 3,616  | 52.29% |      |
| 3    | 錢宥均 | 無黨籍 | 194    | 2.8%   |      |

## 花蓮市市長補選
2016年花蓮市市長缺額補選，是因花蓮縣花蓮市第17屆市長田智宣於2016年5月29日病逝，8月27日舉行補選。

### 候選人

#### 民主進步黨
徵召資深媒體人、已故花蓮市長田智宣遺孀張美慧參選。

#### 中國國民黨
經過初選，提名花蓮縣議員魏嘉賢參選。

#### 無黨籍
十八式氣功協會顧問黃進發及2名花蓮市民代表洪士閔、許願神原先皆為國民黨籍，黃與洪以無黨籍參選、許因初選未過脫黨參選，皆遭開除黨籍。

### 選舉結果
- 選舉人數：81,484
- 投票率：40.87%
- 有效票：33,084
- 無效票： 222

| 號次 | 候選人 | 政黨       | 得票數 | 得票率 | 結果 |
| ---- | ------ | ---------- | ------ | ------ | ---- |
| 1    | 魏嘉賢 | 中國國民黨 | 17,923 | 54.17% |      |
| 2    | 洪士閔 | 無黨籍     | 212    | 0.64%  |      |
| 3    | 黃進發 | 無黨籍     | 768    | 2.32%  |      |
| 4    | 張美慧 | 民主進步黨 | 13,958 | 42.19% |      |
| 5    | 許願神 | 無黨籍     | 223    | 0.67%  |      |

## 萬榮鄉鄉長補選
無黨籍萬榮鄉長徐金生涉嫌在1996年7月至1998年6月擔任萬榮鄉公所農業技士期間，公文書登載不實及圖利造林戶，2009年遭到花蓮地檢署以貪污治罪條例起訴被判5年2個月刑期，2014年當選萬榮鄉長，2014年12月25號宣誓就職，下午就被花蓮縣政府停職，由許玉盛擔任代理鄉長。2016年6月2日最高法院駁回上訴，判刑5年2月定讞，徐金生被解職，2016年8月27日舉行補選。

### 候選人簡介
- 徐金生之妻林秀花「代夫出征」參選。林在萬榮鄉公所擔任公務員長達30年，獲得親民黨支持。[24][25]
- 中國國民黨萬榮鄉黨部主委、萬榮鄉代會的主席古明光自行宣布參選，以無黨籍登記參選。[26]
- 擔任警職的陳長旭，辭去警職投入鄉長補選，以無黨籍登記參選。[27]
- 萬榮鄉代表王金華，以無黨籍登記參選。[28][29]
- 曾經擔任萬榮鄉代會副主席的花蓮縣政府中區服務中心副主任吳香蘭，以無黨籍登記參選。
- 退休的馬遠國小校長張秋美，以無黨籍登記參選。[30]

### 選舉結果
| 號次 | 候選人 | 政黨   | 得票數 | 得票率 | 結果 |
| ---- | ------ | ------ | ------ | ------ | ---- |
| 1    | 王金華 | 無黨籍 | 395    |        |      |
| 2    | 古明光 | 無黨籍 | 516    |        |      |
| 3    | 陳長旭 | 無黨籍 | 614    |        |      |
| 4    | 吳香蘭 | 無黨籍 | 325    |        |      |
| 5    | 張秋美 | 無黨籍 | 711    |        |      |
| 6    | 林秀花 | 無黨籍 | 262    |        |      |

## 口湖鄉鄉長補選
前民進黨黨員、雲林縣口湖鄉鄉長蔡永常及其女兒蔡昀軒涉及以司機人頭詐領薪資，被雲林地檢署檢察官以貪污罪起訴，2016年7月3日雲林地方法院依圖利罪判處蔡永常7年徒刑並褫奪公權5年，其女兒蔡昀軒被判3年半徒刑，蔡永常自行辭職下台。

### 候選人簡介
| 號次 | 候選人 | 政黨提名   | 備註                               |
| ---- | ------ | ---------- | ---------------------------------- |
| 1    | 王溪邊 | 無黨籍     | 口湖鄉鄉民代表                     |
| 2    | 林哲凌 | 民主進步黨 | 雲林縣議員                         |
| 3    | 蔡孟真 | 無黨籍     | 雲林縣議員，前口湖鄉鄉長蔡永常女兒 |
| 4    | 呂老乾 | 無黨籍     | 口湖鄉農會前總幹事                 |

### 選舉結果
- 選舉人數：23,806
- 投票數(投票率)：12,792(53.73%)
- 有效票(比率)：12,384(96.81%)
- 無效票(比率)： 408(3.19%)

| 號次 | 候選人 | 政黨       | 得票數 | 得票率 | 結果 |
| ---- | ------ | ---------- | ------ | ------ | ---- |
| 1    | 王溪邊 | 無黨籍     | 2,903  | 23.44% |      |
| 2    | 林哲凌 | 民主進步黨 | 3,476  | 28.07% |      |
| 3    | 蔡孟真 | 無黨籍     | 3,101  | 25.04% |      |
| 4    | 呂老乾 | 無黨籍     | 2,904  | 23.45% |      |